# Rolf Norrman
Rolf  Norrman, född 15 februari 1921 i Säby, död 19 augusti 1964 i Hultsfreds församling, var en svensk målare. 
Han var son till Aram Norrman och Ingrid Carlsson samt från 1942 gift med Walborg Johnson. Norrman studerade vid Tekniska skolan 1939-1940 och vid Grünewalds målarskola i Stockholm 1943-1944. Därefter följde studieresor till bland annat Frankrike, Nederländerna och Belgien 1947. Separat ställde han ut på Gummesons konsthall 1947  och i Nässjö 1960. Tillsammans med Göte Pawlak ställde han ut i Eksjö 1957. Han medverkade i en grupputställning på Konstsalong Rålambshof 1945 samt ett flertal gånger i utställningar med Ölandskonstnärer i Ölands Skogsby.
Till en början arbetatde han uteslutande med skulpturstudier men övergick senare till ett landskap med motiv från Småland och Öland samt figurer och porträttmåleri. Norrman är representerad vid Waldemarsudde i Stockholm.